# Czaniec
Czaniec (prononciation : [ˈt͡ʂaɲɛt͡s]) est une localité polonaise de la gmina de Porąbka, située dans le powiat de Bielsko-Biała en voïvodie de Silésie.